# Кикебуш

Расположение Кикебуша на карте Котбуса

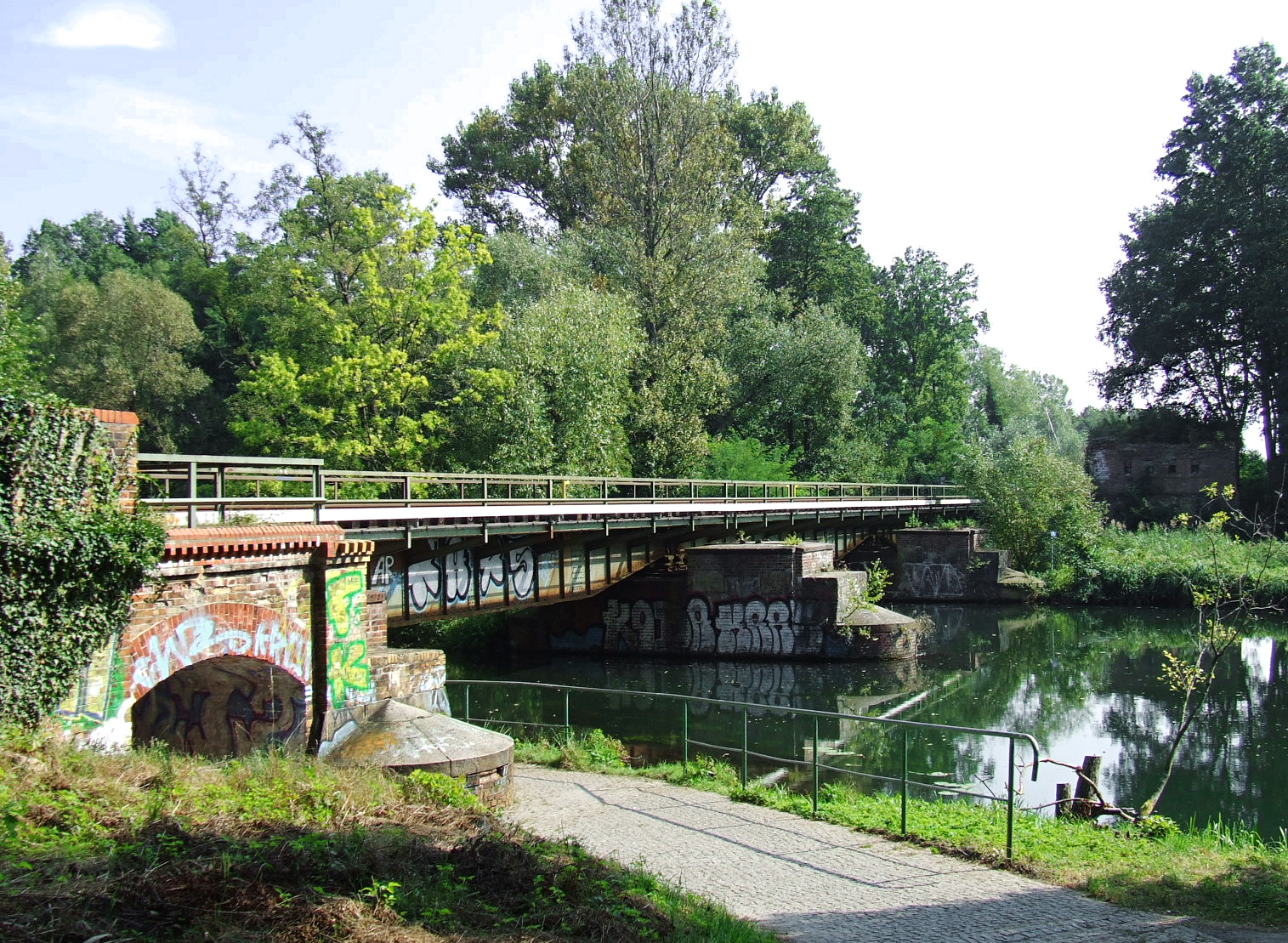
Мост через Шпрее. Памятник культуры и истории федеральной земли Бранденбург

Ки́кебуш или Ки́буш (нем. Kiekebusch; н.-луж. Kibuš) — один из районов Котбуса, федеральная земля Бранденбург, Германия.

## География
Расположен в южной части города восточнее реки Шпрее. Через район проходит автомобильная дорога L50 (участок Карен — Мадлов), в южной части района — автомагистраль A15 (участок Люббенау — граница Польши) и на востоке района — железнодорожная линия Котбус — Шпремберг.
Соседние городские районы: на севере — Браниц (Рогеньц), на востоке — Карен (Корень), на юго-западе — Галлинхен (Голынк) и западе — Мадлов (Модлей). На юге граничит с деревней Фрауэндорф общины Нойхаузен.

## История
Впервые упоминается в 1427 году. С 1480 года деревня принадлежала роду фон Забелиц. В последующее время была собственностью родов фон Мандельсло (Mandelsloh), фон Мушвиц, фон Лёбен цу Бризеник, фон Лёбен цу Фрауэндорф. В 1696 году перешла во владение роду фон Пюклер. После Венского конгресса деревня перешла в Пруссию. До июля 1952 года находилась в составе района Котбус. После территориальной реформы вошла в состав общины Котбус-Ланд района Котбус. С декабря 1993 года — в составе района Шпре-Найсе и 26 декабря 2003 года вошла в городские границы Котбуса в статусе отдельного района.
В 1717 году в деревне была построена школа. В 1867 году во время строительства железнодорожной линии Берлин — Гёрлиц на 119 километре была построена станция «Кикебуш». В 1896—1898 года деревня трижды подвергалась наводнению. В 1913 году началось строительство моста через Шпрее, который соединил Кикебуш с деревней Мадлов на противоположном берегу реки. С 1957 года во времена ГДР в деревне действовал сельскохозяйственный кооператив. В 1974 году во время разработки месторождения бурого угля Котбус-Зюд планировалось снести деревню, однако строительство картера не было осуществлено.
В настоящее время входит в состав культурно-территориальной автономии «Лужицкая поселенческая область», на территории которой действуют законодательные акты земель Саксонии и Бранденбурга, содействующие сохранению лужицких языков и культуры лужичан.
Исторические варианты серболужицкого наименования:
- Groźc
- Kibusch

## Население
Официальным языком в районе, помимо немецкого, является также нижнелужицкий язык.
Согласно статистическому сочинению «Dodawki k statisticy a etnografiji łužickich Serbow» Арношта Муки в 1884 году в деревне проживало 316 жителей (все без исключения лужичане).
Лужицкий демограф Арношт Черник в своём сочинении «Die Entwicklung der sorbischen Bevölkerung» указывает, что в 1956 году при общей численности в 891 жителей серболужицкое население деревни составляло 1,1 % (из них 7 взрослых владели активно нижнелужицким языком и 3 взрослых — пассивно).
| 1875 | 1910 | 1925 | 1939 | 1946 | 1964 | 1971 | 1985 | 1995 | 2002 | 2006 | 2008 | 2010 | 2011 | 2013 | 2018 | 2020 | 2021 |
| ---- | ---- | ---- | ---- | ---- | ---- | ---- | ---- | ---- | ---- | ---- | ---- | ---- | ---- | ---- | ---- | ---- | ---- |
| 279  | 486  | 534  | 925  | 781  | 777  | 747  | 719  | 966  | 1293 | 1343 | 1337 | 1310 | 1287 | 1285 | 1304 | 1293 | 1295 |